# Adel Chedli
Adel Chedli (en árabe: عادل الشاذلي‎, La Ricamarie, Francia, 16 de septiembre de 1976) es un exfutbolista y entrenador de fútbol de Túnez nacido en Francia que jugaba en la posición de centrocampista. Actualmente es entrenador asistente de Georgia.

## Carrera

### Club
| Periodo   | Club                     | Apariciones | Goles |
| --------- | ------------------------ | ----------- | ----- |
| 1994–1997 | AS Saint-Étienne         | 34          | 1     |
| 1997–2004 | FC Sochaux               | 177         | 4     |
| 2004–2005 | FC Istres                | 26          | 0     |
| 2005–2006 | 1. FC Nürnberg           | 8           | 0     |
| 2006–2007 | FC Sion                  | 35          | 1     |
| 2007–2008 | Al-Shaab CSC             | 5           | 0     |
| 2008–2010 | FC Istres                | 55          | 1     |
| 2010–2012 | Étoile Sportive du Sahel | 48          | 7     |
| 2012–2013 | Raja Casablanca          | 22          | 1     |

### Selección nacional
Jugó para Túnez en 58 ocasiones de 1997 a 2012 y anotó cuatro goles; participó en la Copa Mundial de Fútbol de 2006, la Copa FIFA Confederaciones 2005 y en tres ediciones de la Copa Africana de Naciones, donde salió campeón en la edición de 2004, y ganó el Campeonato Africano de Naciones de 2011.

### Entrenador
| Periodo   | Club               |
| --------- | ------------------ |
| 2016–2017 | Pays d'Aix FC      |
| 2017–2018 | Olympique Rovenain |
| 2018-2019 | AC Arles-Avignon   |

## Logros

### Club
- Ligue 2 (1): 2001
- Championnat National (1): 2009
- Botola (1): 2012
- Copa del Trono (1): 2013

### Selección nacional
- Copa Africana de Naciones (1):  2004
- Campeonato Africano de Naciones (1): 2011